# Andersenbacteria
Andersenbacteria o Peregrinibacteria es una clase candidata de bacterias recientemente propuesta, previamente conocido como PER. Mediante análisis genéticos se han identificado al menos cinco genomas bacterianos que corresponderían a otras tantas clases taxonómicas de este filo recién designado. Los estudios metagenómicos han identificado genes RuBisCO II/III, una oxigenasa que anteriormente se pensaba presente solo en Archaea, pero que recientemente se ha encontrado también en Paceibacteria y Microgenomates. Esta clase forma parte del grupo CPR o Minisyncoccota. Probablemente estas bacterias constituyen una radiación de organismos fermentativos obligados en el que el metabolismo simple basado en la ribosa juega un papel prominente.
Estas bacterias tienen genomas pequeños y a diferencia de la mayoría de los organismos del grupo CPR tienen la capacidad de sintetizar nucleótidos. Además, realizan la biosíntesis de numerosos componentes de la pared celular y de la envoltura celular bacteriana, incluyendo peptidoglicano, isoprenoides a través de la vía del mevalonato, y una variedad de amino azúcares incluyendo perosamina y ramnosa.